# Marcelo Rocha
Marcelo da Silva Rocha (Porto Alegre, 16 de janeiro de 1975) é um escritor e professor brasileiro.

## Biografia
Concluiu o mestrado em 2002 e o doutorado em 2008, em letras na Pontifícia Universidade Católica do Rio Grande do Sul. Seu primeiro livro de contos, Ocupa Porto Alegre e outros contos, recebeu o Prêmio Açorianos de Literatura em 2013, na categoria de Criação Literária.
Em 2015, foi finalista do Prêmio Off Flip de Literatura da Feira Literária de Paraty, com o conto Ensaio sobre o não e outros fracassos. Em 2016, foi finalista do Prêmio Fomento Literário AGES/CCEV da Associação Gaúcha de Escritores, com os originais do livro Enquanto Caio e no mesmo ano foi escolhido Escritor Homenageado da Feira do Livro de São Borja.

## Obras
- 2008 - No reino da serpente: ideologia, transgressão e leitura em Pedro Juan Gutiérrez (Publit).
- 2010 - Não ouça tão depressa toda essa dissonância: crônicas e artigos (Rígel).
- 2014 - Ocupa Porto Alegre e outros contos (Editora da Cidade).
- 2015 - Ensaio sobre o não e outros fracassos (Buqui).
- 2016 - Enquanto Caio (Metamorfose).